# Kita-ku (Hamamatsu)
Kita-ku (北区?) era uno dei sette quartieri amministrativi della città di Hamamatsu, in Giappone: il 1º gennaio 2024 è stato smembrato e unito a Hamana-ku e, in piccola parte, a Chūō-ku.